# Liceo scientifico statale Stanislao Cannizzaro
Il liceo scientifico statale "Stanislao Cannizzaro" è una scuola di Palermo con sede in via Generale Arimondi nata nel 1923, noto per essere uno dei primi licei scientifici italiani, nonché il primo siciliano.

## Storia

### Il liceo nel ventennio

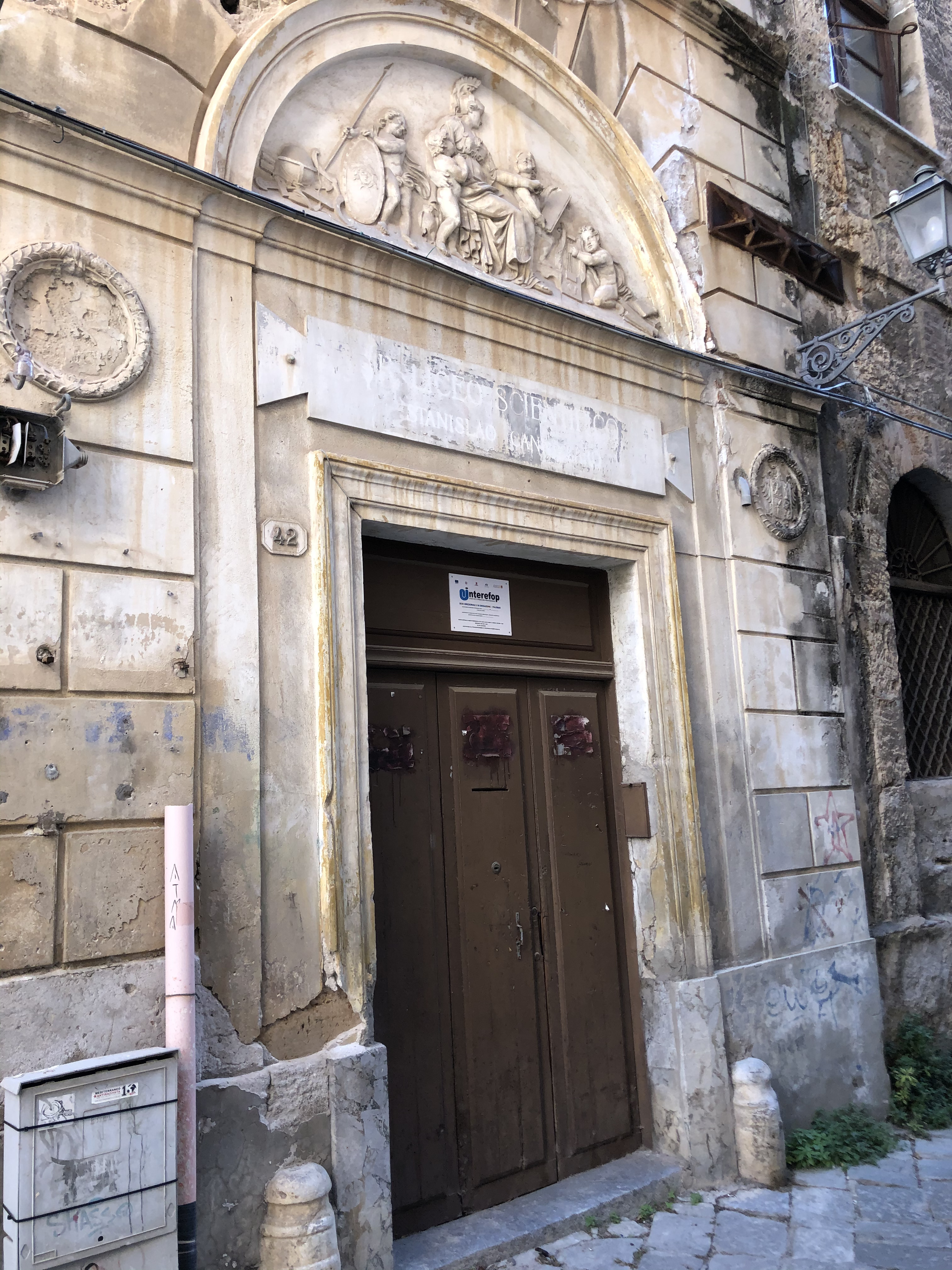
L'ex "Real Collegio Carolino Colasanzio", precedente sede dell'istituto

Il Regio Liceo Scientifico nacque ereditando la tradizione della sezione fisico-matematica dell’Istituto Tecnico, e trovò posto in un appartamento di piazza Bellini, inaugurando l’anno scolastico il 5 novembre 1923 sotto la guida del primo preside professor Rap, docente di discipline scientifiche e membro dell’Associazione chimica italiana. La titolazione della scuola fu proposta dal preside in virtù dei meriti scientifici dello scienziato palermitano e venne accolta a larghissima maggioranza dal Collegio dei Professori.
Originariamente formato da due sezioni frequentate da 189 alunni, vide lentamente crescere e variare la popolazione scolastica: l’anno scolastico 1927/28 registrò per la prima volta l’ingresso di trentasei studentesse, e nel tempo il numero complessivo degli alunni frequentanti avrebbe raggiunto la cifra di 440 nel 1940/41, anno in cui le sezioni erano diventate cinque.
Dopo una trafila burocratica durata due anni, il 3 gennaio 1927 il liceo abbandonò i locali di piazza Bellini, divenuti angusti e sin dagli inizi privi delle strumentazioni necessarie, trasferendosi nella nuova sede lasciata libera dal Regio Istituto Tecnico “Filippo Parlatore”. Nel settembre del 1928 prese servizio al liceo Cannizzaro il prof. Ettore Paratore, avviato a una brillante carriera di docente universitario e di latinista, e due anni dopo l’istituto accolse un giovane docente anch’egli destinato a un prestigioso futuro, Eugenio Garin, che insegnò al Cannizzaro fino al 1935.
Il liceo fu ovviamente influenzato dal clima del fascismo. Ma se nei primi anni di vita riuscì a marcare una pur timida indipendenza dalle istituzioni del regime, fra le quali l’Opera Nazionale Balilla, negli anni trenta il condizionamento si fece sempre più pesante: nel 1936 si aggregò l’insegnante di cultura fascista, nel 1938 venne respinta l’adozione di un libro di testo perché l’autore era ebreo, si raccomandò agli studenti l’acquisto del testo Il primo libro fascista  e il preside, in una nota rivolta agli insegnanti, ammonì ricordando «come non si possa avere la qualifica di ottimo senza una diretta collaborazione con la GIL [Gioventù Italiana del Littorio]». Con l’entrata in guerra, la pressione divenne più esplicita: i docenti avevano l’obbligo di commentare in classe i bollettini del Comitato Generale, gli allievi a metà mattinata si fermavano per ascoltare i comunicati di guerra diffusi via radio, e si minacciavano provvedimenti disciplinari agli alunni che non partecipassero alle istruzioni premilitari del sabato; non mancò un'entusiastica e celebrativa circolare del preside che riportava il testo di un telegramma inviato a Benito Mussolini a nome del liceo Cannizzaro. Nel 1943, superato il momento di esaltazione, il Cannizzaro si trovò a comunicare agli organi di competenza le devastazioni dovute alle continue incursioni aeree che in un caso produssero gravi danneggiamenti. Per l’inagibilità dei locali in via Montevergini, presso l'ex "Real Collegio Carolino Colasanzio" dove l'istituto in quel periodo si trovava, nel 1944 il Liceo Governativo (che aveva ormai dismesso la qualifica di “Regio”) cambiò di nuovo sede, occupando sei locali di un edificio privato.

### L’istituto nel dopoguerra

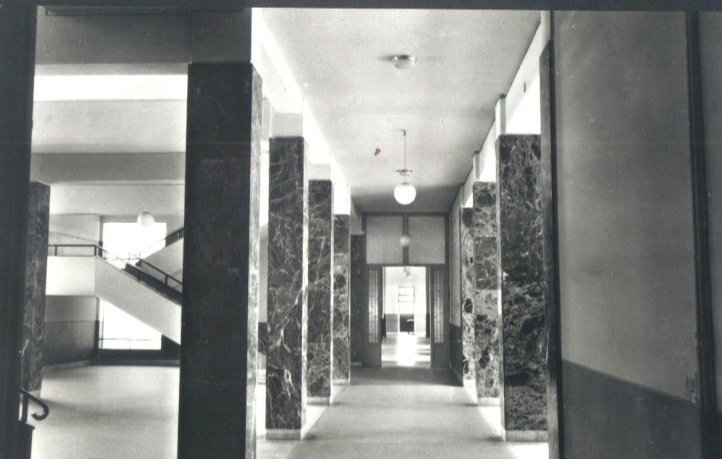
L'atrio interno dell'Istituto negli anni cinquanta

Riemersero pressanti i problemi riguardanti i locali inadatti a svolgere attività scolastiche. Dal 1946 e per due anni si trovarono soluzioni tampone che non risolsero la questione ma anzi aumentarono il disagio, fino a che si giunse alle affermazioni possibiliste delle più alte autorità regionali e perfino del Ministero della pubblica Istruzione, a cui seguirono agli inizi del decennio 1950 i primi atti degli Enti Locali. Venne così finanziato,  progettato e costruito il nuovo edificio permanente destinato a contenere il Liceo Scientifico Stanislao Cannizzaro, che accolse l’Istituto a partire dall’anno scolastico 1955/56, ancor prima del collaudo ufficiale avvenuto il 29 marzo 1957. Da metà degli anni cinquanta, quando il numero degli studenti assommava a 585, in cinque anni la popolazione del Cannizzaro aumentò significativamente giungendo nel 1960 a complessivi 911 iscritti.
Negli anni sessanta il liceo risentì dei fermenti giovanili che percorrevano il Paese. La giornalista Giuliana Saladino coordinò nell’autunno del 1967 una tavola rotonda con studenti dell’Istituto pubblicata il 26 ottobre dello stesso anno sul supplemento “Scuola” del quotidiano del capoluogo L'Ora con il titolo emblematico "Problemi grossi e piccoli di una delle più importanti scuole palermitane. Liceo scientifico Cannizzaro". Inizialmente i docenti mostrarono un atteggiamento comprensivo e tollerante, con prese di posizione a favore delle richieste studentesche. Ma quando nel dicembre del 1968 il Liceo venne occupato da un gruppo di studenti, si creò un irrigidimento delle rispettive posizioni. Agli inizi del 1969 il Cannizzaro subì l’attacco con molotov, spranghe e bastoni da parte di un gruppo politicamente schierato all’estrema destra. Successivamente, con l’aumento della conflittualità interna fra le componenti, si giunse al provvedimento di sospensione per alcuni studenti redattori del giornalino scolastico. Seguirono mesi di turbolenze, scioperi e di nuovo scontri fra organizzazioni studentesche di opposti schieramenti – a cui secondo alcune testimonianze presero parte attiva elementi esterni al liceo fra i quali Francesco Mangiameli – che portarono ad altre e più pesanti sanzioni disciplinari e che si prolungarono fino al novembre 1973 con aggressioni a studenti inermi dell’Istituto.

### L'istituto nel nuovo millennio
Il 17 novembre 2014 gli studenti dell'istituto, in occasione della "Giornata internazionale dello studente", hanno provato a occupare la struttura, protestando. Le proteste sono durante sino all'indomani mattina quando l'intervento delle forze dell'ordine ha ristabilito la situazione. L'anno seguente il tentativo di occupazione si è ripetuto, stavolta con successo, per protesta contro la riforma cosiddetta "Buona Scuola" varata dal governo Renzi.
Nell'aprile 2023 l'istituto è diventato uno dei primi licei ad avviare il progetto delle "classi senza voti", da attivare ufficialmente all'inizio dell'anno scolastico 2023-2024, in compartecipazione con il dipartimento di Scienze psicologiche dell'Università di Palermo, responsabile della preparazione dei docenti.
Nello stesso anno, tra il 28 e il 30 novembre, l'istituto ha celebrato il suo centenario con mostre, conferenze e concorsi musicali dedicati alla storia del liceo. Per l'occasione le Poste italiane hanno reso disponibile un annullo con la dicitura "100º ANNIVERSARIO ISTITUZIONE LICEO SCIENTIFICO STATALE S. CANNIZZARO PALERMO – 1923-2023".

## Ai giorni nostri
Al 2024, l’Istituto ospita 1 580 studenti distribuiti in settanta classi e offre al personale interno e agli studenti dodici laboratori: tre con collegamento internet, due di Fisica e due di Informatica, uno di Chimica, uno di Scienze, uno di Disegno, uno di Restauro e uno di Lingue. La scuola è dotata inoltre di tre palestre, di un’Aula Magna e di una bibliomediateca con circa 12 000 volumi. Sessantasette aule sono attrezzate con monitor interattivi multimediali.